# 미국-이스라엘 관계
미국-이스라엘 관계에 관한 문서이다.
미국은 이스라엘을 신생 국가로 인정한 최초의 국가였다. 1960년대 이후 미국-이스라엘 관계는 경제적, 전략적, 군사적 측면에서 호혜적인 동맹으로 성장했다. 미국은 이스라엘에 강력한 지원을 제공해왔다. 이는 이스라엘과 이웃 아랍 국가(특히 요르단, 레바논, 이집트) 간의 우호 관계를 증진하는 동시에 시리아와 이란과 같은 국가의 적대감을 억제하는 데 핵심적인 역할을 해왔다. 결과적으로 이스라엘은 이 지역에서 미국의 전략적 거점을 제공할 뿐만 아니라 민간 및 군사 세계 모두에서 정보 및 첨단 기술 파트너십을 제공한다. 냉전 기간 동안 이스라엘은 이 지역에서 소련의 영향력에 대한 중요한 균형추 역할을 했다. 이스라엘과의 관계는 미국 정부의 전반적인 중동 외교정책에 있어서 중요한 요소이며, 미 의회는 지지관계 유지를 상당한 중요성으로 두고 있다.
이스라엘은 미국의 대외 원조를 가장 많이 받는 국가이다. 2022년 2월까지 미국은 이스라엘에 미화 1,500억 달러(인플레이션 조정 후)의 지원을 제공했다. 미국의 첫 번째 자유 무역 협정은 1985년 이스라엘과 체결되었다. 이스라엘과의 자유 무역 협정은 미국의 모든 자유 무역 협정 중 수출 달러당 가장 많은 미국 일자리를 창출했다. 1999년에 미국 정부는 이스라엘에 10년 동안 매년 최소 27억 달러의 군사 지원을 제공하겠다는 약속에 서명했다. 2009년에는 30억 달러로 늘어났다. 2019년에는 최소 38억 달러까지 증가했다. 1972년부터 미국은 주택 부족, 새로운 유대인 이민자 흡수 및 경제 회복을 지원하기 위해 이스라엘에 대출 보증을 확대했다. 더욱이, 이스라엘은 미국의 23번째로 큰 무역 파트너이고, 미국은 이스라엘의 최대 무역 파트너이다. 2023년까지 양방향 무역은 거의 500억 달러에 달했다. 주로 기술 중심의 미국 기업 300개가 이스라엘에 R&D 센터를 설립했으며, 650개의 이스라엘 기술 기업이 미국에서 운영되고 있다. 이스라엘과 미국의 파트너십은 미국 경제의 상대적으로 틈새 부문에 기여하는 경향이 있으며 그 효과는 더 넓은 경제에 긍정적으로 배가된다.
미국은 금융·군사적 지원 외에도 이스라엘을 비난하는 결의안에 대해 83차례 거부권을 행사한 가운데 42차례 유엔 안전보장이사회 거부권을 행사하는 등 대규모 정치적 지원을 하고 있다. 1991년부터 2011년까지 미국이 발동한 24개의 거부권 중 15개가 이스라엘을 보호하는 데 사용되었다. 2021년 현재 미국은 골란 고원을 이스라엘이 점령하지 않은 주권 영토로 인정하고, 예루살렘을 이스라엘의 수도로 인정하고, 2018년 텔아비브에서 미국 대사관을 텔아비브에서 미국으로 옮긴 유일한 유엔 안전보장이사회 상임이사국으로 남아 있다. 이스라엘은 미국에 의해 주요 비나토 동맹국으로 지정되었으며, 이집트를 제외하고 중동에서 이러한 지정을 받은 유일한 국가이다.
양국 관계는 1948년 유대인 조국 창설을 위한 미국의 초기 동정과 지원 정책에서 작지만 강력한 국가를 특정 지역(러시아 등) 내 경쟁적 이익과 영향력의 균형을 맞추려는 초강대국과 연결하는 파트너십으로 발전했다. 일부 분석가들은 이스라엘이 미국에게 특히 전략적 동맹국이며 전자와의 관계가 중동에서 후자의 영향력을 강화한다고 주장한다. 그들은 이스라엘이 제공한 군사 거점은 이스라엘을 "중동에 있는 미국의 항공모함"이라고 부르며 미국의 군사 지원 비용을 정당화한다고 주장한다.

## 같이 보기
- 이스라엘계 미국인
- 데저트 이글
- 아이언 돔
- 이스라엘의 국제적 승인